# (196938) Delgordon
(196938) Delgordon est un astéroïde de la ceinture principale.

## Description
(196938) Delgordon est un astéroïde de la ceinture principale. Il fut découvert le 22 octobre 2003 à l'Observatoire Junk Bond par David Healy. Il présente une orbite caractérisée par un demi-grand axe de 3,18 UA, une excentricité de 0,16 et une inclinaison de 6,6° par rapport à l'écliptique.

## Compléments